# اوتو ویلی گیل
 اوتو ویلی گیل (آلمانی: Otto Willi Gail؛ زاده ۱۸ ژوئیه ۱۸۹۶ – درگذشته ۲۹ مارس ۱۹۵۶) یک فیزیک‌دان اهل آلمان بود.